# Jodokuskirche (Broichweiden)

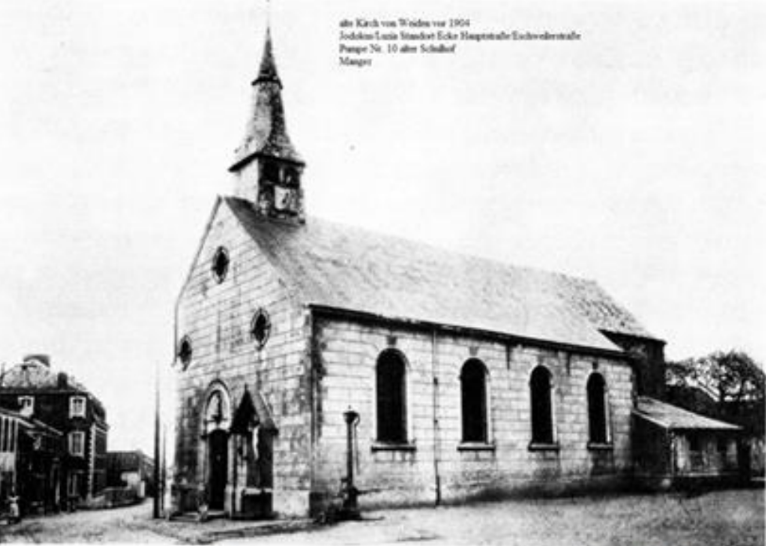
Einziges Foto der 1905 abgerissenen Kirche

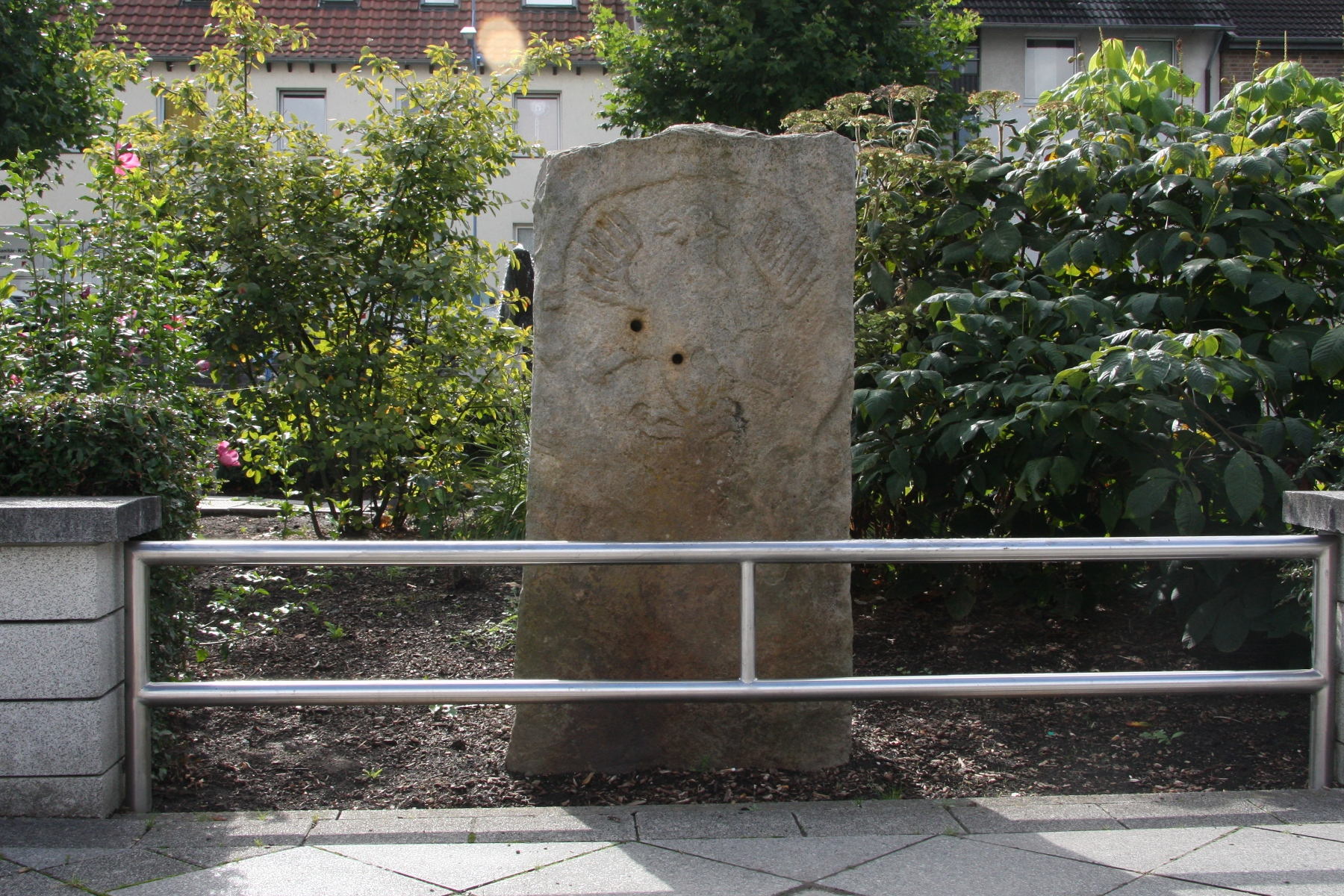
Ehemaliger Grenzstein, der am Jodokusplatz an den Grenzverlauf erinnert

Die Jodokuskirche war eine dem heiligen Jodokus gewidmete kleine Kirche im Würselener Ortsteil Broichweiden. Die 1904 abgerissene Kirche befand sich auf dem Jodokusplatz, auf dem eine Gedenktafel an sie erinnert.

## Geschichte
Die Kirche wurde im 15. Jahrhundert erbaut und diente Broichweiden bis zum Jahr 1905 als Pfarrkirche, nach Schenkung einer Reliquie im Jahr 1788 als St. Lucia. Diesen Namen erhielt auch die spätere Weidener Kirche. Der Abriss erfolgte, weil die Kirche zu klein für die Gemeinde wurde und kein Platz für eine Erweiterung war. An ihrer statt wurde nur etwa 200 Meter weiter die neue Pfarrkirche gebaut, die im Jahr 1905 geweiht wurde und ebenfalls das Patrozinium der Lucia von Syrakus erhielt.
Eine Besonderheit der Kirche ist ihre Position, da sie mit Kirchenschiff und zwei Altären im Aachener Reich, mit Chor und Hochaltar aber im Herzogtum Jülich lag und damit auf dem Aachener Landgraben, der damaligen Grenzanlage, stand. Der Grund dafür ist nicht vollständig geklärt. Ein Grund könnte sein, dass die Kirche erst nach einer Erweiterung im 19. Jahrhundert auf dem Grenzverlauf stand, da bei der Ausgrabung im Jahr 2002 auch alte Fundamente gefunden wurden, die auf eine kleinere Kapelle abseits der Grenze hindeuten.
An die alte Jodokuskirche erinnert ein Steinkreuz mit eingraviertem aufgerichtetem Christkönig auf dem heutigen Jodokusplatz. Der Stein markiert die Stelle, die dem ehemaligen Altarstandort sehr nahe kommt. Darüber hinaus befand sich einst das Weidener Missionskreuz an der Außenwand von St. Jodokus, das nach dem Abriss der Kirche an die Außenwand von St. Lucia in Broichweiden angebracht wurde. Ebenfalls befand sich in früheren Zeiten ein großes Kreuz aus Sandstein auf dem ehemaligen Friedhof von St. Jodokus, das im Jahr 2002 nach der Umgestaltung des Jodokusplatzes und dortigen archäologischen Untersuchungen zum Friedhof in Weiden transloziert wurde. Die bei den Grabungen am alten Standort gefundenen Knochen sind heute in einem Ossuar vor dem Kreuz erneut eingelassen. 

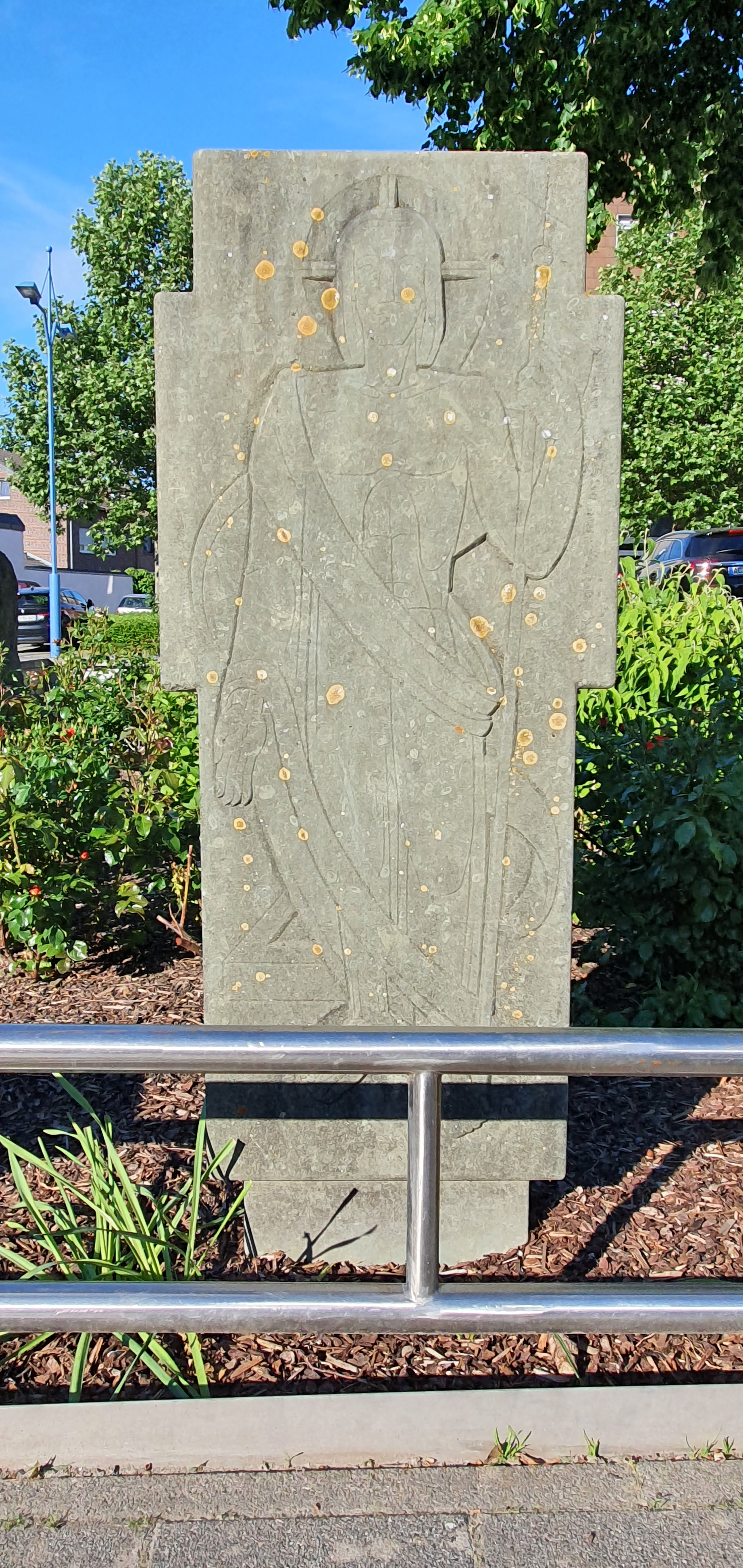
Gedenkstein am Jodokusplatz, Ort des ehemaligen Altarraumes
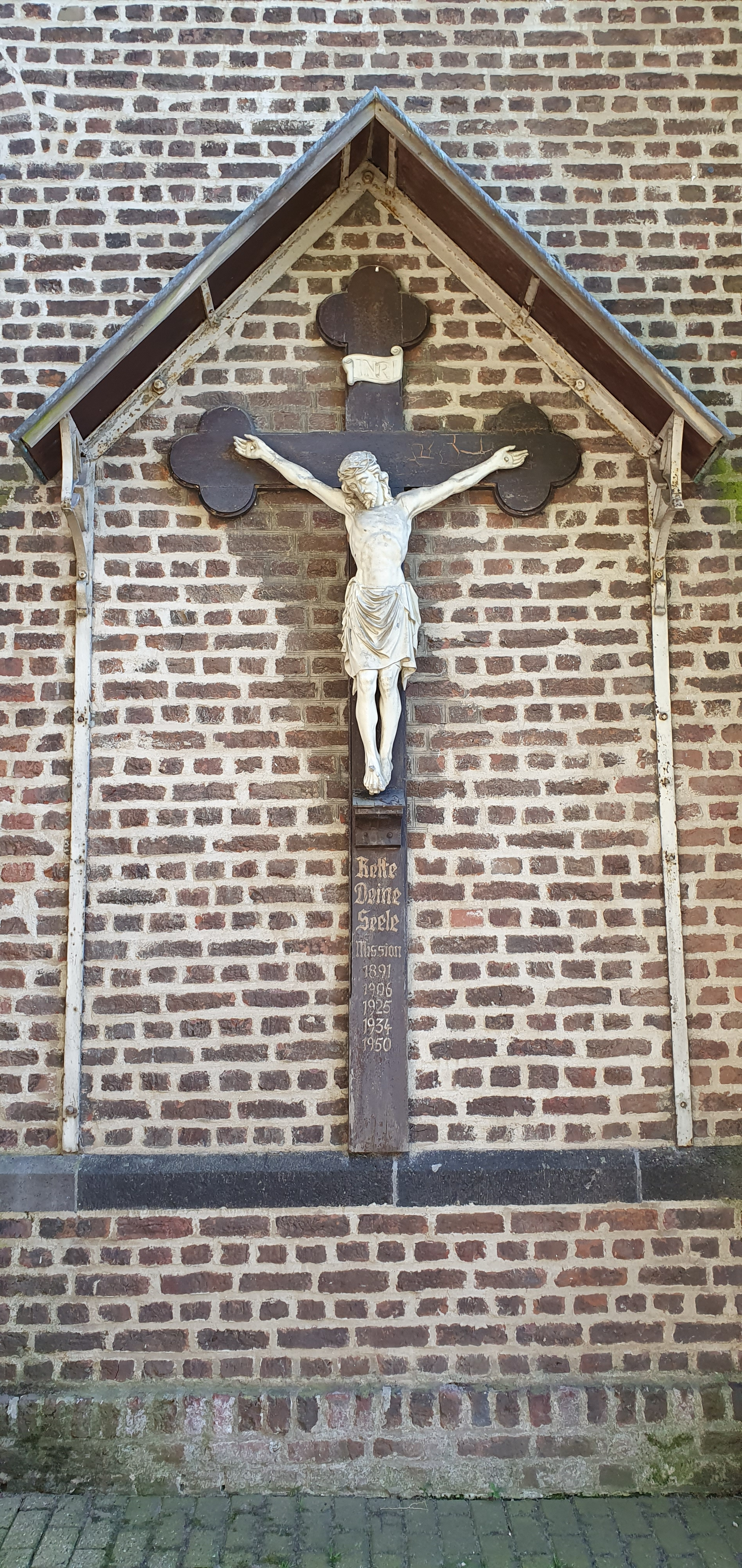
Missionskreuz von St. Jodokus, heute an St. Lucia
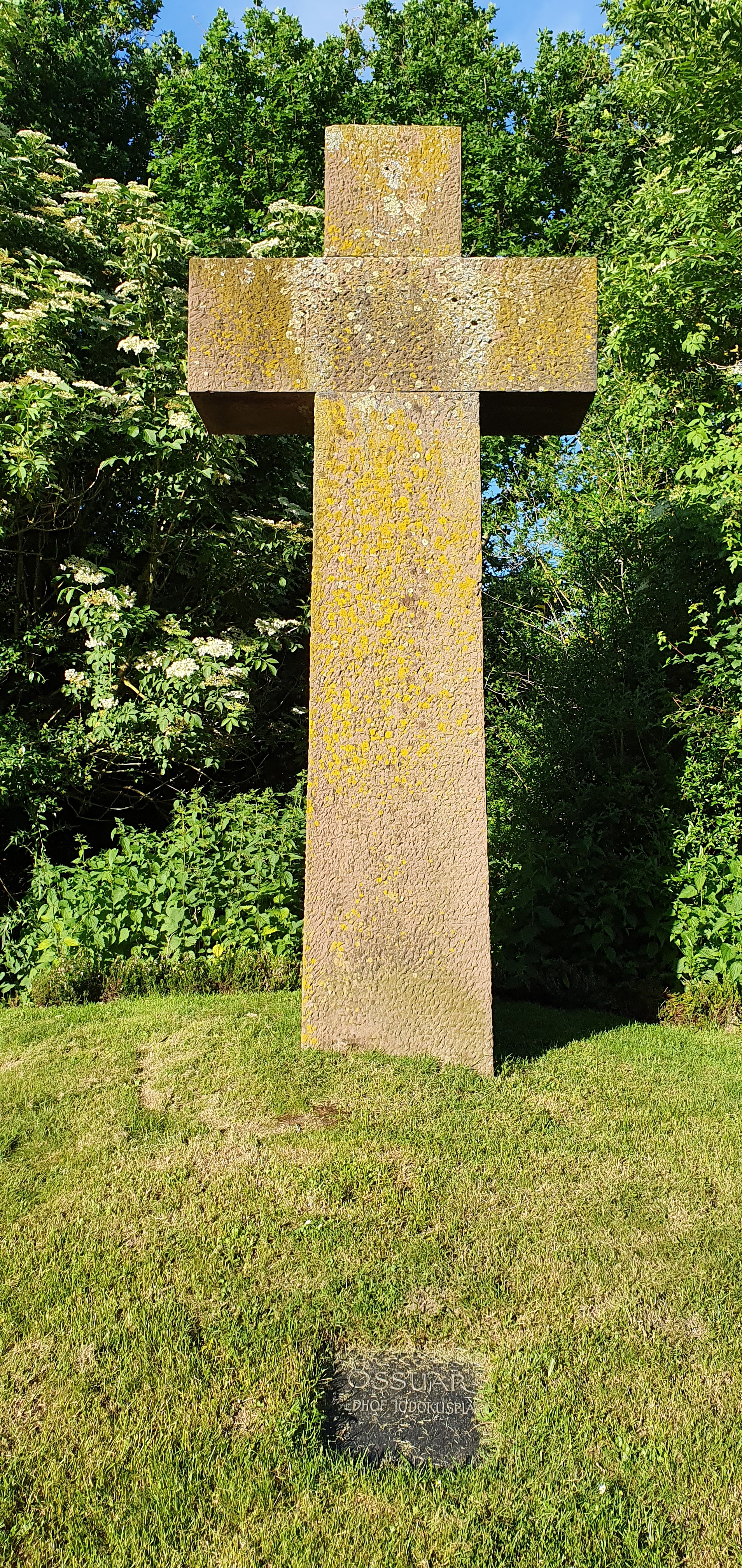
Ehemaliges Kreuz vom alten Jodokusfriedhof